# Euroliga 2023-24
La temporada 2023-24 de la Turkish Airlines EuroLeague (la máxima competición de clubes de baloncesto de Europa) es la 24.ª edición de la Euroliga de baloncesto, organizada por la Euroleague Basketball y la decimotercera bajo el patrocinio comercial de Turkish Airlines. Incluyendo la competición previa de la Copa de Europa de la FIBA, es la 67.ª edición de la máxima competición del baloncesto masculino de clubes europeos.
La temporada comenzó el 6 de octubre de 2023 y finalizó en mayo de 2024. 

## Equipos
Un total de dieciocho equipos participan esta temporada. Las etiquetas en los paréntesis muestran cómo cada equipo se ha clasificado. Doce equipos ya estaban clasificados como clubes con una licencia, mientras que cinco están como clubes asociados, basado en sus méritos.
- EC: clasificado como campeón de la EuroCup.
- WC: tarjeta de invitación.

| Barcelona   | Olympiacos       | Anadolu Efes   | Žalgiris      |
| Baskonia    | Panathinaikos    | Fenerbahçe     | Bayern Múnich |
| Real Madrid | Maccabi Tel Aviv | Olimpia Milano | ASVEL         |

| Monaco (EC)         | Valencia Basket (EC)           | ALBA Berlin (LC) | Partizan (ABA) |
| Virtus Bologna (WC) | Estrella Roja de Belgrado (WC) |                  |                |

## Sedes y localización
| Equipo                    | Ciudad       | Pabellón                       | Capacidad    |
| ------------------------- | ------------ | ------------------------------ | ------------ |
| ALBA Berlín               | Berlín       | Mercedes-Benz Arena            | 14 500       |
| Anadolu Efes              | Estambul     | Sinan Erdem Dome               | 16 000       |
| Barcelona                 | Barcelona    | Palau Blaugrana                | 7 585        |
| Bayern Múnich             | Múnich       | Audi Dome / SAP Garden         | 6 700/11.500 |
| Cazoo Baskonia            | Vitoria      | Buesa Arena                    | 15 504       |
| Estrella Roja de Belgrado | Belgrado     | Aleksandar Nikolić Hall        | 8 000        |
| EA7 Emporio Armani Milan  | Milán        | Mediolanum Forum               | 12 700       |
| Fenerbahçe                | Estambul     | Ülker Sports Arena             | 13 059       |
| LDLC ASVEL                | Villeurbanne | Astroballe                     | 5 556        |
| LDLC ASVEL                | Villeurbanne | LDLC Arena                     | 12 523       |
| Maccabi Tel Aviv          | Tel Aviv     | Menora Mivtachim Arena         | 10 383       |
| AS Mónaco                 | Mónaco       | Salle Gaston Médecin           | 5 000        |
| Olympiacos                | El Pireo     | Estadio de la Paz y la Amistad | 11 640       |
| Panathinaikos             | Atenas       | O.A.K.A.                       | 18 989       |
| Partizan Mozzart Bet      | Belgrado     | Štark Arena                    | 18 386       |
| Real Madrid               | Madrid       | WiZink Center                  | 15 000       |
| Valencia Basket           | Valencia     | La Fonteta / Roig Arena        | 9 000/15.600 |
| Virtus Segafredo Bolonia  | Bolonia      | Segafredo Arena                | 9 980        |
| Virtus Segafredo Bolonia  | Bolonia      | PalaDozza                      | 5 570        |
| Žalgiris                  | Kaunas       | Žalgirio Arena                 | 15 415       |

### Cambios de entrenador
| Equipo         | Entrenador saliente  | Forma de salida         | Fecha                    | Posición en tabla | Reemplazado con | Fecha del acuerdo        |
| -------------- | -------------------- | ----------------------- | ------------------------ | ----------------- | --------------- | ------------------------ |
| Bayern Múnich  | Andrea Trinchieri    | Mutuo acuerdo           | 2 de junio de 2023       | Pretemporada      | Pablo Laso      | 12 de junio de 2023      |
| Panathinaikos  | Christos Serelis     | Mutuo acuerdo           | 20 de junio de 2023      | Pretemporada      | Ergin Ataman    | 20 de junio de 2023      |
| Anadolu Efes   | Ergin Ataman         | Fichó por Panathinaikos | 20 de junio de 2023      | Pretemporada      | Erdem Can       | 20 de junio de 2023      |
| Barcelona      | Šarūnas Jasikevičius | Fin de contrato         | 26 de junio de 2023      | Pretemporada      | Roger Grimau    | 26 de junio de 2023      |
| Virtus Bologna | Sergio Scariolo      | Despedido               | 15 de septiembre de 2023 | Pretemporada      | Luca Banchi     | 15 de septiembre de 2023 |

### Árbitros
| Árbitro                | País                 | Desde (EL/EC) | Exp. (temporadas) hasta 23/24 |
| ---------------------- | -------------------- | ------------- | ----------------------------- |
| Gentian Cici           | Albania              | —             | —                             |
| Leandro Lezcano        | Argentina            | 2021          | 3                             |
| Nick van den Broeck    | Bélgica              | —             | —                             |
| Dragan Porobić         | Bosnia y Herzegovina | 2022          | 2                             |
| Denis Hadžić           | Croacia              | 2019          | 5                             |
| Josip Radojković       | Croacia              | —             | —                             |
| Luka Kardum            | Croacia              | —             | —                             |
| Sreten Radović         | Croacia              | 2007          | 17                            |
| Tomislav Hordov        | Croacia              | —             | —                             |
| Robert Vyklický        | Chequia              | 2003          | 21                            |
| Aare Halliko           | Estonia              | 2011          | 13                            |
| Rain Peerandi          | Estonia              | —             | —                             |
| Hugues Thépénier       | Francia              | 2018          | 6                             |
| Joseph Bissang         | Francia              | 2013          | 11                            |
| Maxime Boubert         | Francia              | 2021          | 3                             |
| Mehdi Difallah         | Francia              | 2017          | 7                             |
| Thomas Bissuel         | Francia              | 2022          | 2                             |
| Anne Panther           | Alemania             | 2016          | 8                             |
| Robert Lottermoser     | Alemania             | 2004          | 20                            |
| Steve Bittner          | Alemania             | 2021          | 3                             |
| Eduard Udyanskyy       | Reino Unido          | 2018          | 6                             |
| Ioannis Foufis         | Grecia               | —             | —                             |
| Vasileios Pitsilkas    | Grecia               | 2021          | 3                             |
| Vasiliki Tsaroucha     | Grecia               | 2019          | 5                             |
| Adar Peer              | Israel               | 2021          | 3                             |
| Amit Balak             | Israel               | 2014          | 10                            |
| Noam Gordon            | Israel               | 2022          | 2                             |
| Seffi Shemmesh         | Israel               | 2014          | 10                            |
| Carmelo Paternicò      | Italia               | —             | —                             |
| Guido Giovannetti      | Italia               | 2021          | 3                             |
| Michele Rossi          | Italia               | —             | —                             |
| Kristaps Konstantinovs | Letonia              | —             | —                             |
| Oļegs Latiševs         | Letonia              | 2007          | 17                            |
| Artūras Šukys          | Lituania             | —             | —                             |
| Gytis Vilius           | Lituania             | 2018          | 6                             |
| Jurgis Laurinavičius   | Lituania             | —             | —                             |
| Igor Dragojević        | Montenegro           | —             | —                             |
| Miloš Koljenšić        | Montenegro           | —             | —                             |
| Jakub Zamojski         | Polonia              | 2015          | 9                             |
| Marcin Kowalski        | Polonia              | 2005          | 19                            |
| Piotr Pastusiak        | Polonia              | —             | —                             |
| Tomasz Trawicki        | Polonia              | —             | —                             |
| Fernando Rocha         | Portugal             | 2000          | 24                            |
| Sérgio Silva           | Portugal             | —             | —                             |
| Ilija Belošević        | Serbia               | —             | —                             |
| Marko Juras            | Serbia               | 2007          | 17                            |
| Milivoje Jovčić        | Serbia               | —             | —                             |
| Uroš Nikolić           | Serbia               | —             | —                             |
| Uroš Obrknežević       | Serbia               | —             | —                             |
| Damir Javor            | Eslovenia            | 2007          | 17                            |
| Mario Majkić           | Eslovenia            | —             | —                             |
| Matej Boltauzer        | Eslovenia            | 2004          | 20                            |
| Milan Nedović          | Eslovenia            | —             | —                             |
| Saša Pukl              | Eslovenia            | 2001          | 23                            |
| Sašo Petek             | Eslovenia            | —             | —                             |
| Alberto Baena          | España               | 2022          | 2                             |
| Carlos Cortés          | España               | 2013          | 11                            |
| Carlos Peruga          | España               | 2004          | 20                            |
| Emilio Pérez Pizarro   | España               | —             | —                             |
| Jordi Aliaga           | España               | 2018          | 6                             |
| Juan Carlos García     | España               | 2009          | 15                            |
| Miguel Ángel Pérez     | España               | 2003          | 21                            |
| Saulius Račys          | Suecia               | —             | —                             |
| Sébastien Clivaz       | Suiza                | 2019          | 5                             |
| Emin Moğulkoç          | Turquía              | —             | —                             |
| Hüseyin Çelik          | Turquía              | —             | —                             |
| Borys Ryzhyk           | Ucrania              | —             | —                             |

## Liga regular

### Clasificación

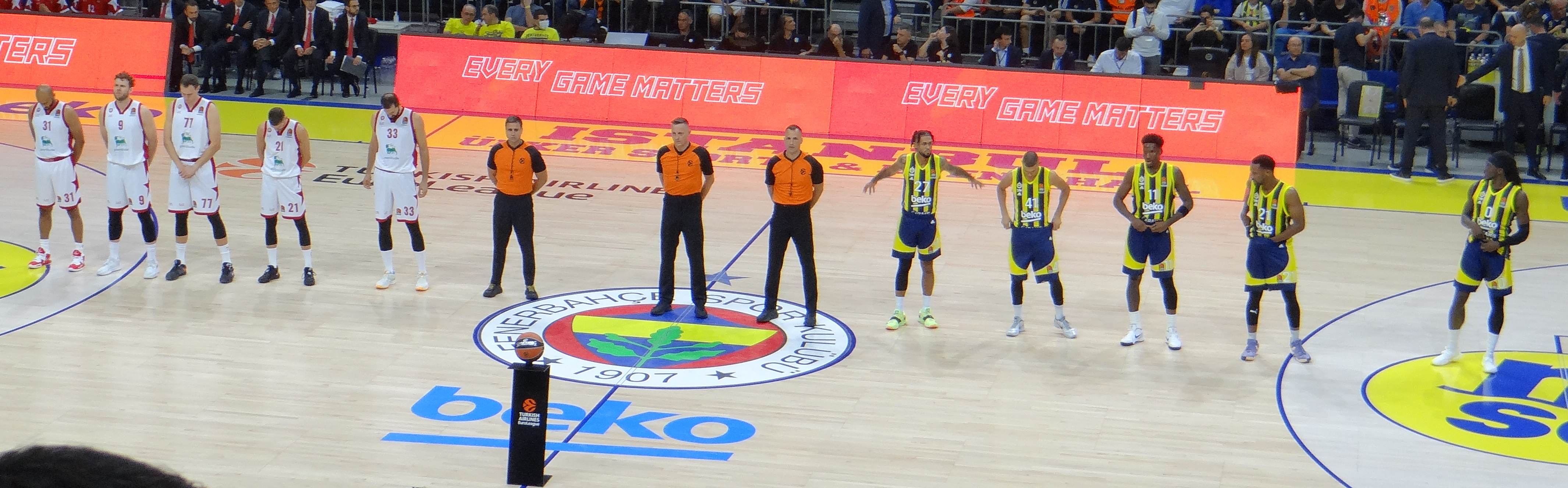
Euroliga 2023-24 Fenerbahçe - Olimpia Milano

| Pos. | Equipo                    | PJ | G  | P  | PF   | PC   | DP   | Pts | Clasificación              |
| ---- | ------------------------- | -- | -- | -- | ---- | ---- | ---- | --- | -------------------------- |
| 1    | Real Madrid               | 34 | 27 | 7  | 2924 | 2681 | +243 | 54  | Clasificados para playoffs |
| 2    | Panathinaikos             | 34 | 23 | 11 | 2752 | 2580 | +172 | 46  | Clasificados para playoffs |
| 3    | AS Monaco                 | 34 | 23 | 11 | 2770 | 2671 | +99  | 46  | Clasificados para playoffs |
| 4    | Barcelona                 | 34 | 22 | 12 | 2812 | 2692 | +120 | 44  | Clasificados para playoffs |
| 5    | Olympiacos                | 34 | 22 | 12 | 2658 | 2538 | +120 | 44  | Clasificados para playoffs |
| 6    | Fenerbahçe Beko           | 34 | 20 | 14 | 2855 | 2723 | +132 | 40  | Clasificados para playoffs |
| 7    | Maccabi Playtika Tel Aviv | 34 | 20 | 14 | 2969 | 2939 | +30  | 40  | Clasificados para play in  |
| 8    | Baskonia                  | 34 | 18 | 16 | 2849 | 2867 | −18  | 36  | Clasificados para play in  |
| 9    | Anadolu Efes              | 34 | 17 | 17 | 2871 | 2855 | +16  | 34  | Clasificados para play in  |
| 10   | Virtus Segafredo Bologna  | 34 | 17 | 17 | 2728 | 2804 | −76  | 34  | Clasificados para play in  |
| 11   | Partizan Mozzart Bet      | 34 | 16 | 18 | 2782 | 2802 | −20  | 32  |                            |
| 12   | EA7 Emporio Armani Milan  | 34 | 15 | 19 | 2645 | 2631 | +14  | 30  |                            |
| 13   | Valencia Basket           | 34 | 14 | 20 | 2578 | 2674 | −96  | 28  |                            |
| 14   | Žalgiris                  | 34 | 14 | 20 | 2694 | 2692 | +2   | 28  |                            |
| 15   | Bayern Munich             | 34 | 13 | 21 | 2604 | 2724 | −120 | 26  |                            |
| 16   | Estrella Roja de Belgrado | 34 | 11 | 23 | 2764 | 2816 | −52  | 22  |                            |
| 17   | LDLC ASVEL                | 34 | 9  | 25 | 2646 | 2859 | −213 | 18  |                            |
| 18   | ALBA Berlin               | 34 | 5  | 29 | 2591 | 2944 | −353 | 10  |                            |

 Fuente: EuroLeague
Criterios de clasificación: Todos los puntos anotados en los períodos extra no se cuentan en la clasificación ni en ninguna situación de desempate.

### Resultados
| Local \ Visitante         | BER    | EFS     | BAR   | BKN     | BAY     | CZV    | EAM   | FNB   | ASV    | MTA     | ASM   | OLY   | PAO   | PAR    | RMB    | VAL    | VIR    | ZAL   |
| ------------------------- | ------ | ------- | ----- | ------- | ------- | ------ | ----- | ----- | ------ | ------- | ----- | ----- | ----- | ------ | ------ | ------ | ------ | ----- |
| ALBA Berlin               | —      | 89–97   | 74–70 | 86–91   | 65–82   | 89–80  | 85–82 | 82–91 | 68–73  | 71–106  | 82–90 | 67–94 | 85–99 | 83–94  | 79–86  | 66–81  | 68–83  | 64–62 |
| Anadolu Efes              | 85–84  | —       | 98–74 | 80–87   | 109–86  | 100–55 | 79–73 | 84–89 | 89–84  | 105–91  | 78–80 | 85–72 | 71–68 | 100–94 | 80–103 | 77–73  | 99–75  | 86–82 |
| Barcelona                 | 93–77  | 91–74   | —     | 89–85   | 98–59   | 86–81  | 86–90 | 89–81 | 101–92 | 92–89   | 67–77 | 86–78 | 80–72 | 94–76  | 83–78  | 74–70  | 84–57  | 91–73 |
| Baskonia                  | 88–71  | 76–97   | 94–71 | —       | 68–76   | 87–85  | 88–73 | 80–79 | 94–80  | 92–82   | 75–77 | 80–69 | 75–73 | 84–83  | 77–79  | 62–77  | 81–91  | 82–99 |
| Bayern Munich             | 80–68  | 86–71   | 79–87 | 112–109 | —       | 74–66  | 91–84 | 67–76 | 64–76  | 74–89   | 80–91 | 72–76 | 75–82 | 94–85  | 71–92  | 85–84  | 90–76  | 64–58 |
| Estrella Roja de Belgrado | 85–71  | 97–83   | 76–85 | 90–91   | 74–68   | —      | 71–93 | 87–56 | 94–73  | 80–84   | 76–82 | 86–89 | 76–89 | 88–72  | 58–72  | 82–64  | 94–79  | 91–93 |
| EA7 Emporio Armani Milan  | 82–76  | 92–76   | 74–70 | 76–67   | 76–62   | 62–76  | —     | 77–76 | 84–61  | 90–98   | 66–72 | 65–53 | 68–76 | 85–83  | 81–76  | 83–52  | 90–75  | 70–83 |
| Fenerbahçe Beko           | 103–68 | 80–82   | 88–74 | 111–96  | 98–91   | 76–85  | 85–82 | —     | 101–86 | 109–74  | 86–74 | 79–77 | 83–69 | 91–76  | 100–99 | 118–88 | 88–75  | 80–78 |
| LDLC ASVEL                | 63–88  | 84–80   | 76–72 | 81–88   | 100–101 | 100–91 | 81–77 | 73–83 | —      | 91–94   | 77–87 | 73–85 | 81–89 | 62–88  | 76–77  | 55–78  | 84–87  | 93–79 |
| Maccabi Playtika Tel Aviv | 102–81 | 95–86   | 90–92 | 89–81   | 93–90   | 92–98  | 92–86 | 78–73 | 98–90  | —       | 93–83 | 74–79 | 90–75 | 96–81  | 70–99  | 95–80  | 95–78  | 83–76 |
| AS Monaco                 | 86–75  | 82–89   | 91–71 | 93–83   | 89–85   | 98–80  | 80–98 | 76–69 | 80–70  | 107–79  | —     | 85–77 | 90–91 | 85–70  | 98–74  | 79–78  | 59–83  | 69–66 |
| Olympiacos                | 101–87 | 75–57   | 68–77 | 74–75   | 77–69   | 88–83  | 79–74 | 84–81 | 80–64  | 89–72   | 75–73 | —     | 71–65 | 98–94  | 71–77  | 56–63  | 74–69  | 89–72 |
| Panathinaikos             | 84–75  | 83–76   | 89–81 | 95–81   | 78–71   | 82–65  | 79–62 | 74–63 | 85–67  | 81–86   | 88–63 | 78–88 | —     | 84–71  | 78–90  | 90–73  | 90–76  | 73–71 |
| Partizan Mozzart Bet      | 89–74  | 100–90  | 83–92 | 87–83   | 78–79   | 88–86  | 82–69 | 85–84 | 90–77  | 88–79   | 89–85 | 69–74 | 92–87 | —      | 76–88  | 79–66  | 75–77  | 81–72 |
| Real Madrid               | 99–75  | 130–126 | 65–64 | 91–95   | 88–73   | 101–94 | 88–71 | 79–89 | 86–79  | 106–101 | 91–73 | 90–85 | 86–97 | 91–75  | —      | 96–86  | 100–74 | 93–79 |
| Valencia Basket           | 79–71  | 93–88   | 78–88 | 84–98   | 70–68   | 85–81  | 84–72 | 77–74 | 69–98  | 75–66   | 70–65 | 65–78 | 81–82 | 67–72  | 73–76  | —      | 79–71  | 79–84 |
| Virtus Segafredo Bologna  | 87–76  | 93–81   | 80–75 | 91–95   | 85–83   | 85–79  | 86–79 | 87–79 | 73–63  | 100–90  | 78–81 | 69–67 | 79–81 | 88–84  | 74–89  | 87–74  | —      | 79–82 |
| Žalgiris                  | 77–71  | 96–70   | 80–85 | 94–76   | 74–73   | 79–74  | 87–73 | 98–75 | 88–91  | 70–78   | 79–83 | 76–95 | 80–68 | 85–93  | 62–64  | 72–87  | 96–81  | —     |

## Play-in
Según el nuevo formato, los equipos clasificados del séptimo al décimo se enfrentarán en el enfrentamiento de play-in. En cada partido ejerce como local el equipo con el récord más alto de la temporada regular. El sistema es idéntico al de los Play-in de la NBA. El 7.º y 8.º clasificado se entrentan entre ellos, y el ganador accede directamente a los playoffs. El perdedor se medirá por la segunda plaza en juego contra el ganador del enfrentamiento entre el 9.º y el 10.º clasificado.
|  | Partidos de Play-in | Partidos de Play-in | Partidos de Play-in |    |   | Partido por el 8.º puesto | Partido por el 8.º puesto | Partido por el 8.º puesto |   |          | Clasificados | Clasificados     | Clasificados |
|  |                     |                     |                     |    |   |                           |                           |                           |   |          |              |                  |              |
|  | 7                   | Maccabi Tel Aviv    | 113                 |    |   |                           |                           |                           |   |          |              |                  |              |
|  | 8                   | Baskonia            | 85                  |    |   |                           |                           |                           |   |          | 7            | Maccabi Tel Aviv | 7ºPO         |
|  |                     |                     |                     |    | 8 | Baskonia                  | 89                        |                           | 8 | Baskonia | 8ºPO         |                  |              |
|  |                     | 10                  | Virtus Bologna      | 77 |   |                           |                           |                           |   |          |              |                  |              |
|  | 9                   | Anadolu Efes        | 64                  |    |   |                           |                           |                           |   |          |              |                  |              |
|  | 10                  | Virtus Bologna      | 67                  |    |   |                           |                           |                           |   |          |              |                  |              |

## Playoffs
Las series de playoffs son al mejor de cinco. El primer equipo en ganar tres partidos gana la serie. Se utiliza un formato 2–2–1: los equipos con ventaja de local juegan los partidos 1, 2 y 5 en casa, mientras que sus oponentes organizan los partidos 3 y 4. Los partidos 4 y 5 solo se juegan si es necesario. Los cuatro equipos ganadores avanzan a la Final Four.
| Equipo 1            | Series | Equipo 2                  | 1.er partido | 2.º partido | 3.er partido | 4.º partido | 5.º partido |
| ------------------- | ------ | ------------------------- | ------------ | ----------- | ------------ | ----------- | ----------- |
| Real Madrid         | 3–0    | Baskonia                  | 90-74        | 101-90      | 102-98       |             |             |
| Panathinaikos AKTOR | 3–2    | Maccabi Playtika Tel Aviv | 87-91        | 95-79       | 83-85        | 95-88       | 81-72       |
| AS Monaco           | 1–3    | Fenerbahçe Beko           | 91-95        | 93-88       | 78-89        | 79-80       |             |
| Barcelona           | 2–3    | Olympiacos                | 75-77        | 77-69       | 82-80        | 58-92       | 59-63       |

## Final Four
La Final Four se celebrará en el Uber Arena de la ciudad alemana de Berlín. Berlín se convierte así en la primera ciudad en albergar tres Final Fours en la historia de la liga, habiendo ya albergado el torneo en 2009 y 2016. Tomarán parte en esta última fase del campeonato el Real Madrid, Olympiacos, Fenerbahçe Beko y Panathinaikos AKTOR.
|  | Semifinales   | Semifinales   | Semifinales   |               |             | Final        | Final        | Final        |  |
|  | 24 de mayo    | 24 de mayo    | 24 de mayo    |               |             | 26 de mayo   | 26 de mayo   | 26 de mayo   |  |
|  |               |               |               |               |             |              |              |              |  |
|  |               |               |               |               |             |              |              |              |  |
|  | Real Madrid   | Real Madrid   | 87            |               |             |              |              |              |  |
|  | Real Madrid   | Real Madrid   | 87            |               |             |              |              |              |  |
|  | Olympiacos    | Olympiacos    | 76            |               |             |              |              |              |  |
|  | Olympiacos    | Olympiacos    | 76            |               | Real Madrid | Real Madrid  | 80           |              |  |
|  |               |               |               |               | Real Madrid | Real Madrid  | 80           |              |  |
|  |               |               | Panathinaikos | Panathinaikos | 95          |              |              |              |  |
|  | Panathinaikos | Panathinaikos | Panathinaikos | Panathinaikos | 95          | 73           |              |              |  |
|  | Panathinaikos | Panathinaikos |               |               |             | 73           |              |              |  |
|  | Fenerbahçe    | Fenerbahçe    | 57            |               |             | Tercer lugar | Tercer lugar | Tercer lugar |  |
|  | Fenerbahçe    | Fenerbahçe    | 57            |               |             | Tercer lugar | Tercer lugar | Tercer lugar |  |
|  |               |               |               |               |             |              |              |              |  |
|  |               |               |               |               |             | Olympiacos   | Olympiacos   | 87           |  |
|  |               |               |               |               |             | Olympiacos   | Olympiacos   | 87           |  |
|  |               |               |               |               |             | Fenerbahçe   | Fenerbahçe   | 84           |  |
|  |               |               |               |               |             | Fenerbahçe   | Fenerbahçe   | 84           |  |
|  |               |               |               |               |             |              |              |              |  |

## Galardones
Se listan los galardones oficiales de la Euroliga 2023–24.

### Jugador de la jornada
Liga regular
| Jornada | Jugador                  | Equipo                        | Val. | Ref.   |
| ------- | ------------------------ | ----------------------------- | ---- | ------ |
| 1       | Alec Peters              | Olympiacos                    | 31   | [ 36 ] |
| 2       | Guerschon Yabusele       | Real Madrid                   | 39   | [ 37 ] |
| 3       | Tornike Shengelia        | Virtus Segafredo Bologna      | 32   | [ 38 ] |
| 4       | Nikola Milutinov         | Olympiacos                    | 30   | [ 39 ] |
| 5       | Mathias Lessort          | Panathinaikos                 | 31   | [ 40 ] |
| 6       | Tornike Shengelia (2)    | Virtus Segafredo Bologna      | 30   | [ 41 ] |
| 7       | Facundo Campazzo         | Real Madrid                   | 39   | [ 42 ] |
| 8       | Codi Miller-McIntyre     | Baskonia                      | 29   | [ 43 ] |
| 9       | Chima Moneke             | Baskonia                      | 35   | [ 44 ] |
| 10      | Shane Larkin             | Anadolu Efes                  | 38   | [ 45 ] |
| 10      | Maodo Lô                 | EA7 Emporio Armani Milan      | 38   | [ 45 ] |
| 11      | Serge Ibaka              | Bayern Munich                 | 34   | [ 46 ] |
| 12      | Tyrique Jones            | Anadolu Efes                  | 36   | [ 47 ] |
| 13      | Shane Larkin (2)         | Anadolu Efes                  | 41   | [ 48 ] |
| 14      | Kostas Sloukas           | Panathinaikos AKTOR           | 29   | [ 49 ] |
| 15      | Josh Nebo                | Maccabi Playtika Tel Aviv     | 25   | [ 50 ] |
| 15      | Kevin Punter             | Partizan Mozzart Bet          | 25   | [ 50 ] |
| 15      | Shavon Shields           | EA7 Emporio Armani Milan      | 25   | [ 50 ] |
| 16      | Miloš Teodosić           | Crvena zvezda Meridianbet     | 40   | [ 51 ] |
| 17      | Johannes Voigtmann       | EA7 Emporio Armani Milan      | 29   | [ 52 ] |
| 18      | Chima Moneke (2)         | Baskonia                      | 34   | [ 53 ] |
| 18      | Bonzie Colson            | Maccabi Playtika Tel Aviv     | 34   | [ 53 ] |
| 19      | Džanan Musa              | Real Madrid                   | 45   | [ 54 ] |
| 20      | Wade Baldwin             | Maccabi Playtika Tel Aviv     | 29   | [ 55 ] |
| 21      | Mathias Lessort (2)      | Panathinaikos AKTOR           | 42   | [ 56 ] |
| 22      | Nikola Milutinov (2)     | Olympiacos                    | 40   | [ 57 ] |
| 23      | Wade Baldwin (2)         | Maccabi Playtika Tel Aviv (2) | 33   | [ 58 ] |
| 24      | Mike James               | AS Monaco                     | 31   | [ 59 ] |
| 25      | Keenan Evans             | Žalgiris                      | 35   | [ 60 ] |
| 26      | Codi Miller-McIntyre (2) | Baskonia                      | 42   | [ 61 ] |
| 27      | Mathias Lessort (3)      | Panathinaikos AKTOR           | 33   | [ 62 ] |
| 28      | Shane Larkin (3)         | Anadolu Efes                  | 33   | [ 63 ] |
| 29      | Josh Nebo (2)            | Maccabi Playtika Tel Aviv     | 33   | [ 64 ] |
| 30      | Wade Baldwin (2)         | Maccabi Playtika Tel Aviv     | 46   | [ 65 ] |
| 31      | Mario Hezonja            | Real Madrid                   | 33   | [ 66 ] |
| 32      | Nigel Hayes-Davis        | Fenerbahçe Beko               | 46   | [ 67 ] |
| 33      | Will Clyburn             | Anadolu Efes                  | 28   | [ 68 ] |
| 34      | Markus Howard            | Baskonia                      | 27   | [ 69 ] |
| 34      | James Nunnally           | Partizan Mozzart Bet          | 27   | [ 69 ] |
| 34      | Kostas Sloukas           | Panathinaikos AKTOR           | 27   | [ 69 ] |

Play-in
| Jornada | Jugador       | Equipo                    | Val. | Ref.   |
| ------- | ------------- | ------------------------- | ---- | ------ |
| Play-in | Lorenzo Brown | Maccabi Playtika Tel Aviv | 35   | [ 70 ] |

Playoffs
| Jornada | Jugador               | Equipo                    | Val. | Ref.   |
| ------- | --------------------- | ------------------------- | ---- | ------ |
| 1       | Nigel Hayes-Davis (2) | Fenerbahçe Beko           | 23   | [ 71 ] |
| 2       | Facundo Campazzo (2)  | Real Madrid               | 33   | [ 72 ] |
| 3       | Josh Nebo (3)         | Maccabi Playtika Tel Aviv | 31   | [ 73 ] |
| 4       | Kostas Sloukas (3)    | Panathinaikos AKTOR       | 32   | [ 74 ] |

### Jugador del mes
| Mes       | Semana | Jugador           | Equipo                    | Ref.   |
| 2023      | 2023   | 2023              | 2023                      | 2023   |
| --------- | ------ | ----------------- | ------------------------- | ------ |
| Octubre   | 1–5    | Tornike Shengelia | Virtus Segafredo Bologna  | [ 75 ] |
| Noviembre | 6–11   | Facundo Campazzo  | Real Madrid               | [ 76 ] |
| Diciembre | 12–17  | Mario Hezonja     | Real Madrid               | [ 77 ] |
| 2024      |        |                   |                           |        |
| Enero     | 18–25  | Džanan Musa       | Real Madrid               | [ 78 ] |
| Febrero   | 25–27  | Mike James        | AS Monaco                 | [ 79 ] |
| Marzo     | 28–32  | Wade Baldwin      | Maccabi Playtika Tel Aviv | [ 80 ] |